# 青葉賞
青葉賞（あおばしょう）は、日本中央競馬会（JRA）が東京競馬場で施行する中央競馬の重賞競走（GII）である。競馬番組表での名称は「テレビ東京杯 青葉賞（テレビとうきょうはい あおばしょう）」と表記される。
競走名の「青葉」は、青々と生い茂った木の葉のこと。
寄贈賞を提供するテレビ東京は、東京都港区六本木に本社を置き、TXNのキー局を務めるテレビジョン放送局。旧東京12チャンネル時代の1970年（昭和45年）から、中央競馬中継（『土曜競馬中継』→『ウイニング競馬』）を実施しており、同番組で放送できるように、創設以来一貫して土曜日の開催となっている。
正賞はテレビ東京賞。

## 概要
2着までの馬に東京優駿（日本ダービー）の優先出走権が与えられるトライアル競走。2009年までは3着までに優先出走権を付与していたが、2010年から2着までに変更された。東京優駿（日本ダービー）と同じコース・距離で行われることから、東京優駿（日本ダービー）の前哨戦では最も距離適性が求められるレースとされている。しかし2024年まで当競走の出走馬から日本ダービー馬は誕生していない。
「青葉賞」は1984年から「日本ダービー指定オープン」とされ、4歳（現3歳）馬限定の特別競走として東京競馬場の芝2400mで行われていたが、1994年より重賞（GIII）に昇格。1995年にはダービートライアルに指定され、2001年にはGIIに格上げされた。
地方競馬所属馬は1995年から、外国産馬は2001年からそれぞれ出走可能になったほか、2010年からは外国馬も出走可能な国際競走となった。
なお在京キー局が寄贈する賞は他にはフジテレビが寄贈するスプリングステークスがある。こちらも皐月賞への優先出走権が与えられるなどクラシック路線として重要な役割を担っている。

### 競走条件
以下の内容は、2025年現在のもの。
出走資格: サラ系3歳
- JRA所属馬（外国産馬含む）
- 地方競馬所属馬（後述）
- 外国調教馬（優先出走）

負担重量: 馬齢（牡・せん57kg、牝55kg）
東京優駿（日本ダービー）のステップ競走に指定されており、地方競馬所属馬は東京優駿（日本ダービー）の出走候補馬（2頭まで）、および過去1年間のJRAと理事長が指定する外国の芝GI競走優勝馬に優先出走が認められているほか、JRAで行われる芝の3歳重賞競走優勝馬および過去1年間のJRAと理事長が指定する外国の芝GI競走2着馬にも出走資格が与えられる。

### 賞金
2025年の1着賞金は5400万円で、以下2着2200万円、3着1400万円、4着810万円、5着540万円。

## 歴史
- 1994年 - 4歳馬による重賞 (GIII[注 1])に昇格、東京競馬場の芝2400mで施行[6]。「ダービー指定オープン重賞」として3着までの馬に東京優駿（日本ダービー）の優先出走権を付与[6]。
- 1995年
  - ダービートライアルに指定[6]。
  - 指定交流競走、および東京優駿（日本ダービー）のステップ競走に指定。地方競馬所属馬（日本ダービーの出走候補馬）が3頭まで出走可能になる[2]。
- 2001年
  - GII[注 1]に格上げ[6]。
  - 混合競走に指定、外国産馬が出走可能になる[2]。
  - 地方競馬所属馬（日本ダービーの出走候補馬）の出走枠を2頭までに変更[2]。
- 2005年 - 地方競馬所属馬（日本ダービーの出走候補馬）2頭に優先出走を認める[11]。
- 2007年 - 日本のパートI国昇格に伴い、格付表記をJpnIIに変更[6]。
- 2010年
  - 国際競走に変更され、外国調教馬が9頭まで出走可能になる[6]。
  - 格付表記をGII（国際格付）に変更[6]。
  - 東京優駿（日本ダービー）の優先出走権付与を2着までに変更[6]。
- 2020年 - COVID-19の感染拡大防止のため「無観客競馬」として実施[12]（2021年も同様[13]）。
- 2024年 - 「JRA70周年記念競走」の副称をつけて施行[14]。

### 歴代優勝馬
コース種別を表記していない距離は、芝コースを表す。
優勝馬の馬齢は、2000年以前も現行表記に揃えている。
| 回数   | 施行日        | 競馬場 | 距離  | 優勝馬             | 性齢 | タイム | 優勝騎手           | 管理調教師 | 馬主                     |
| ------ | ------------- | ------ | ----- | ------------------ | ---- | ------ | ------------------ | ---------- | ------------------------ |
| 第1回  | 1994年4月30日 | 東京   | 2400m | エアダブリン       | 牡3  | 2:28.8 | 岡部幸雄           | 伊藤雄二   | 吉原貞敏                 |
| 第2回  | 1995年4月29日 | 東京   | 2400m | サマーサスピション | 牡3  | 2:25.8 | 田中勝春           | 鈴木康弘   | （有）社台レースホース   |
| 第3回  | 1996年5月4日  | 東京   | 2400m | マウンテンストーン | 牡3  | 2:27.3 | 高橋明             | 境勝太郎   | 山石祐一                 |
| 第4回  | 1997年5月3日  | 東京   | 2400m | トキオエクセレント | 牡3  | 2:29.2 | 吉田豊             | 高橋裕     | 坂田時雄                 |
| 第5回  | 1998年5月9日  | 東京   | 2400m | タヤスアゲイン     | 牡3  | 2:27.6 | 柴田善臣           | 山内研二   | 横瀬寛一                 |
| 第6回  | 1999年5月8日  | 東京   | 2400m | ペインテドブラック | 牡3  | 2:27.4 | 加藤和宏           | 鈴木康弘   | 池谷誠一                 |
| 第7回  | 2000年4月29日 | 東京   | 2400m | カーネギーダイアン | 牡3  | 2:28.2 | 藤田伸二           | 松田博資   | 樋口稔和                 |
| 第8回  | 2001年4月28日 | 東京   | 2400m | ルゼル             | 牡3  | 2:26.9 | 後藤浩輝           | 田村康仁   | 栗坂崇                   |
| 第9回  | 2002年4月27日 | 東京   | 2400m | シンボリクリスエス | 牡3  | 2:26.4 | 武豊               | 藤沢和雄   | シンボリ牧場             |
| 第10回 | 2003年5月3日  | 東京   | 2400m | ゼンノロブロイ     | 牡3  | 2:26.3 | 横山典弘           | 藤沢和雄   | 大迫忍                   |
| 第11回 | 2004年5月1日  | 東京   | 2400m | ハイアーゲーム     | 牡3  | 2:24.1 | 蛯名正義           | 大久保洋吉 | 臼田浩義                 |
| 第12回 | 2005年4月30日 | 東京   | 2400m | ダンツキッチョウ   | 牡3  | 2:26.9 | 藤田伸二           | 山内研二   | 山元哲二                 |
| 第13回 | 2006年4月29日 | 東京   | 2400m | アドマイヤメイン   | 牡3  | 2:25.3 | 武豊               | 橋田満     | 近藤利一                 |
| 第14回 | 2007年4月28日 | 東京   | 2400m | ヒラボクロイヤル   | 牡3  | 2:26.3 | 武幸四郎           | 大久保龍志 | （株）平田牧場           |
| 第15回 | 2008年5月3日  | 東京   | 2400m | アドマイヤコマンド | 牡3  | 2:26.9 | 川田将雅           | 橋田満     | 近藤利一                 |
| 第16回 | 2009年5月2日  | 東京   | 2400m | アプレザンレーヴ   | 牡3  | 2:26.2 | 内田博幸           | 池江泰郎   | （有）サンデーレーシング |
| 第17回 | 2010年5月1日  | 東京   | 2400m | ペルーサ           | 牡3  | 2:24.3 | 横山典弘           | 藤沢和雄   | 山本英俊                 |
| 第18回 | 2011年4月30日 | 東京   | 2400m | ウインバリアシオン | 牡3  | 2:28.8 | 安藤勝己           | 松永昌博   | （株）ウイン             |
| 第19回 | 2012年4月28日 | 東京   | 2400m | フェノーメノ       | 牡3  | 2:25.7 | 蛯名正義           | 戸田博文   | （有）サンデーレーシング |
| 第20回 | 2013年4月27日 | 東京   | 2400m | ヒラボクディープ   | 牡3  | 2:26.2 | 蛯名正義           | 国枝栄     | （株）平田牧場           |
| 第21回 | 2014年5月3日  | 東京   | 2400m | ショウナンラグーン | 牡3  | 2:26.5 | 吉田豊             | 大久保洋吉 | 国本哲秀                 |
| 第22回 | 2015年5月2日  | 東京   | 2400m | レーヴミストラル   | 牡3  | 2:26.9 | 川田将雅           | 松田博資   | （有）サンデーレーシング |
| 第23回 | 2016年4月30日 | 東京   | 2400m | ヴァンキッシュラン | 牡3  | 2:24.2 | 内田博幸           | 角居勝彦   | 島川隆哉                 |
| 第24回 | 2017年4月29日 | 東京   | 2400m | アドミラブル       | 牡3  | 2:23.6 | M.デムーロ         | 音無秀孝   | 近藤英子                 |
| 第25回 | 2018年4月28日 | 東京   | 2400m | ゴーフォザサミット | 牡3  | 2:24.4 | 蛯名正義           | 藤沢和雄   | 山本英俊                 |
| 第26回 | 2019年4月27日 | 東京   | 2400m | リオンリオン       | 牡3  | 2:25.0 | 横山典弘           | 松永幹夫   | 寺田千代乃               |
| 第27回 | 2020年5月2日  | 東京   | 2400m | オーソリティ       | 牡3  | 2:23.0 | L.ヒューイットソン | 木村哲也   | （有）シルクレーシング   |
| 第28回 | 2021年5月1日  | 東京   | 2400m | ワンダフルタウン   | 牡3  | 2:25.2 | 和田竜二           | 高橋義忠   | 三田昌宏                 |
| 第29回 | 2022年4月30日 | 東京   | 2400m | プラダリア         | 牡3  | 2:24.2 | 池添謙一           | 池添学     | 名古屋友豊（株）         |
| 第30回 | 2023年4月29日 | 東京   | 2400m | スキルヴィング     | 牡3  | 2:23.9 | C.ルメール         | 木村哲也   | （有）キャロットファーム |
| 第31回 | 2024年4月27日 | 東京   | 2400m | シュガークン       | 牡3  | 2:24.2 | 武豊               | 清水久詞   | 辻子依旦                 |
| 第32回 | 2025年4月26日 | 東京   | 2400m | エネルジコ         | 牡3  | 2:24.8 | C.ルメール         | 高柳瑞樹   | （有）シルクレーシング   |

### 1993年までの優勝馬
コース種別を表記していない距離は、芝コースを表す。
優勝馬の馬齢は、現行表記に揃えている。
| 施行日        | 競馬場 | 距離  | 条件     | 優勝馬             | 性齢 | タイム | 優勝騎手   | 管理調教師 | 馬主       |
| ------------- | ------ | ----- | -------- | ------------------ | ---- | ------ | ---------- | ---------- | ---------- |
| 1984年4月28日 | 東京   | 2400m | オープン | ラッシュアンドゴー | 牡3  | 2:32.3 | 田原成貴   | 小林稔     | 岩佐俊策   |
| 1985年4月29日 | 東京   | 2400m | オープン | ハマノキャプテン   | 牡3  | 2:31.4 | 郷原洋行   | 中村貢     | 田島榮二郎 |
| 1986年4月29日 | 東京   | 2400m | オープン | サニーライト       | 牡3  | 2:33.0 | 大塚栄三郎 | 吉野勇     | 栗林英雄   |
| 1987年5月2日  | 東京   | 2400m | オープン | チョウカイフリート | 牡3  | 2:27.6 | 菅原泰夫   | 仲住芳雄   | 新田嘉一   |
| 1988年4月29日 | 東京   | 2400m | オープン | ガクエンツービート | 牡3  | 2:28.9 | 坂井千明   | 沢峰次     | 三谷章     |
| 1989年4月29日 | 東京   | 2400m | オープン | サーペンアップ     | 牡3  | 2:29.2 | 田村正光   | 梶与四松   | 吉橋計     |
| 1990年4月28日 | 東京   | 2400m | オープン | ビッグマウス       | 牡3  | 2:28.2 | 柴田政人   | 高松邦男   | 古岡秀人   |
| 1991年4月27日 | 東京   | 2400m | オープン | レオダーバン       | 牡3  | 2:27.6 | 岡部幸雄   | 奥平真治   | 田中竜雨   |
| 1992年5月2日  | 東京   | 2400m | オープン | ゴールデンゼウス   | 牡3  | 2:27.8 | 岡潤一郎   | 安藤正敏   | 前田晋二   |
| 1993年5月1日  | 東京   | 2400m | オープン | ステージチャンプ   | 牡3  | 2:27.7 | 蛯名正義   | 矢野進     | 古岡秀人   |